# Виктория Пруска
Вижте пояснителната страница за други личности с името Виктория.
Фридерика Амалия Вилхелмина Виктория Пруска (на немски: Friederike Amalia Wilhelmine Victoria von Preußen; Viktoria Zoubkoff; * 12 април 1866, в новия палат в Потсдам; † 13 ноември 1929, Бон) от род Хоенцолерн, е принцеса от Кралство Прусия и чрез женитба принцеса на Шаумбург-Липе. От 1927 г. тя се нарича след втората си женитба Виктория Зубкоф и издава мемоарите си като „Виктория Зубкоф, род. принцеса Пруска, вдовица принцеса фон Шаумбург-Липе“.

## Живот
Тя е втората дъщеря на германския кайзер Фридрих III (1831 – 1888) и британската принцеса Виктория Сакскобургготска (1840 – 1901), най-възрастната дъщеря на кралица Виктория и принц Алберт фон Сакс-Кобург-Гота.
Виктория Пруска се сгодява през 1883 г. за българския княз Александър I Български. На това силно се противопоставя руският император Александър III. По политически причини нейният дядо кайзер Вилхелм I и канцлерът Ото фон Бисмарк забраняват женитбата. През 1889 г. годежът е прекратен.
Виктория Пруска се омъжва на 19 ноември 1890 г. в Берлин за принц Адолф фон Шаумбург-Липе (* 20 юли 1859, дворец Бюкебург; † 9 юли 1917, Бон), четвъртият син на княз Адолф I Георг фон Шаумбург-Липе (1817 – 1893) и принцеса Хермина фон Валдек-Пирмонт (1827 – 1910). След дълго сватбено пътешествие в различни страни те започват да живеят в дворец Шаумбург в Бон. След едно помятане бракът остава бездетен.
Виктория Пруска се омъжва втори път на 19 ноември 1927 г. в Бон за руския емигрант по-младия с 34 години Александер Анатолиевич Зубкоф (* 25 септември 1901; † 28 януари 1936), син на Анатол Зубкоф (1868 – 1919) и Мари Корнелия Фрикберг (1877 – 1969). Той твърди, че е руски благородник. Бракът е скандал за обществото и се разпада след няколко месеца, след като той взема голяма част от нейните пари. През 1928 г. Зубкоф е изгонен. Той отива в Люксембург и работи като келнер. Те нямат деца.
Виктория остава в Бон и от липса на средства издава своите мемоари в бонския „Генерал-Анцайгер“. Тя умира на 63 години на 13 ноември 1929 г. в Бон.
- Принцеса Виктория Пруска като млада
- Дворецът Шаумбург в Бон (ок. 1900)
- Принцеса Виктория Пруска с втория ѝ съпруг Александер Зубков, 1927

## Автобиография
- Viktoria Zoubkoff: Was mir das Leben gab – und nahm. Mit einem Nachwort von Horst-Jürgen Winkel. Bouvier, Bonn 2005, ISBN 3-416-03071-0.